# Opiter Verginius Tricostus
Opiter Verginius Tricostus († wohl 486 v. Chr.) war zusammen mit Spurius Cassius Vecellinus im Jahr 502 v. Chr. nach der legendären Überlieferung Konsul der frühen römischen Republik. Während des Krieges gegen die Aurunker soll er die Stadt Pometia eingenommen haben, wofür ihm die Ehre eines Triumphzuges zuteilwurde. Eine andere Überlieferung lässt ihn die latinische Stadt Cameria einnehmen.
Wohl 486 v. Chr. soll Verginius Militärtribun im Krieg gegen die Volsker gewesen sein. Nach seinem Tod in der Schlacht wurde sein Leichnam zusammen mit denen von acht weiteren Tribunen in Rom verbrannt. 